# ادبیات لسوتو
ادبیات لسوتو بخشی از فرهنگ غنی و تاریخی مردم باسوتو را تشکیل می‌دهد. این ادبیات به‌ویژه به زبان سوتو (Sesotho) نگاشته شده و دارای سنت شفاهی گسترده‌ای است که شامل ضرب‌المثل‌ها، قصه‌ها، سرودها و اشعار حماسی می‌شود.
از برجسته‌ترین نویسندگان لسوتو می‌توان به توماس موفولو (Thomas Mofolo) اشاره کرد که رمان مشهور چاکا را در سال ۱۹۳۱ منتشر کرد. این اثر، که به زبان سوتو نوشته شده، روایتگر زندگی پادشاه زولو، چاکا، است و یکی از مهم‌ترین آثار ادبی آفریقای قرن بیستم به‌شمار می‌رود. این کتاب تاکنون دوبار به زبان انگلیسی ترجمه شده‌است و در فهرست دوازده اثر برتر ادبیات آفریقایی در قرن بیستم قرار دارد.
از دیگر نویسندگان شناخته‌شده لسوتو می‌توان به افراد زیر اشاره کرد:
- کارولاین نتسلیسنگ خاکتلا (1918–2012)، شاعر، نمایشنامه‌نویس و نخستین زن سیاستمدار برجسته در لسوتو.[۱]
- مفوو ماچپو نثونیا (Mpho 'M'atsepo Nthunya)، نویسندهٔ روایات زندگی زنان باسوتو.
- مزامانه نهلاپو (Mzamane Nhlapo)، نویسنده و پژوهشگر ادبی.
- مروئسی آخیونباره (Moroesi Akhionbare) (1945–2020)، نویسندهٔ آثار اجتماعی و فرهنگی دربارهٔ جامعهٔ لسوتو.

هرچند بیشتر آثار ادبی لسوتو به زبان سوتو نوشته شده‌اند، اما شمار اندکی از آثار به زبان انگلیسی نیز موجود است که به‌ویژه زندگی روزمره و سنت‌های فرهنگی مردم را بازتاب می‌دهند.